# Peperomia tricolor
Peperomia tricolor är en pepparväxtart som beskrevs av William Trelease. Peperomia tricolor ingår i släktet peperomior, och familjen pepparväxter. Inga underarter finns listade i Catalogue of Life.